# Hans Meinzolt

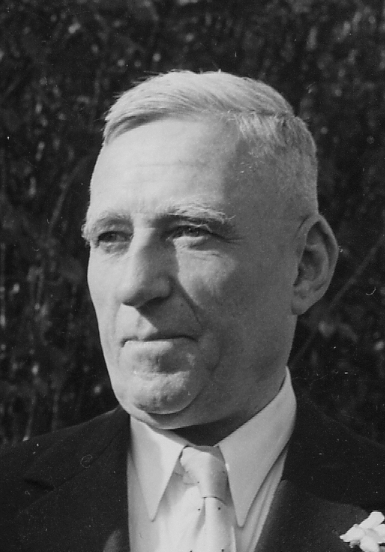
Hans Meinzolt 1957

Hans Meinzolt (* 27. Oktober 1887 in Bächingen an der Brenz; † 20. April 1967 in Weßling) war ein deutscher Verwaltungsjurist, Ministerialbeamter und Synodaler in Bayern. 

## Leben
Meinzolts Eltern waren der Bächinger Pfarrer und spätere Dekan zu Nördlingen Christian Meinzolt und dessen Frau Sophie geb. Naegelsbach. Unter seinen vier Geschwistern waren der Dekan von Ingolstadt Gottfried Meinzolt, der Vorstand der Inneren Mission und Senator Friedrich Meinzolt und die Mitbegründerin der Evangelisch-Lutherischen Diakonissenanstalt Neuendettelsau Marie Meinzolt. 1920 heiratete er Johanna Becker, mit der er 4 Kinder hatte.
Nach dem Besuch des Gymnasiums St. Anna in Augsburg studierte Hans Meinzolt Rechtswissenschaft zunächst an der Friedrich-Alexander-Universität Erlangen. Wie seine sieben Brüder wurde er im Wintersemester 1906/07 bei christlichen Studentenverbindung Uttenruthia Erlangen im Schwarzburgbund aktiv. Er wechselte an die Friedrich-Wilhelms-Universität zu Berlin. Nachdem er den Ersten Weltkrieg an der Kriegsfront erlebt hatte, promovierte er 1919 in Erlangen zum Dr. iur.
Nach einjähriger Tätigkeit als Regierungsrat beim Kreis Sulzbach-Rosenberg wurde er ins Bayerische Kultusministerium München berufen, wo er zehn Jahre lang als Sachbearbeiter für Hochschulangelegenheiten wirkte. 1930 wurde er Landrat in Kirchheimbolanden und wurde 1933 Leiter der Rechtsabteilung des Evangelisch-lutherischen Landeskirchenrats München, dem er als Oberkirchenrat und Vizepräsident angehörte.
Ende Mai 1934 nahm er an der Barmer Bekenntnissynode teil, auf der die Barmer Theologische Erklärung verabschiedet wurde.
Als sich 1944 Pfarrer Karl Steinbauer vor dem Militärgericht in Berlin wegen angeblich wehrkraftzersetzender Passagen einer Predigt verantworten musste, erreichte Meinzolt als dessen Verteidiger einen Freispruch.
In der Nachkriegszeit in Deutschland zum Bayerischen Staatsrat befördert, saß Meinzolt als Staatssekretär im Kabinett Hoegner I und im Kabinett Hoegner II. Den Wiederaufbau der Höheren Schulen machte er sich zu seiner eigenen Sache. Nachdem er einen Lehrauftrag für Öffentliches Recht an der Technischen Hochschule München erhalten hatte, lehrte er ab 1948 dort als Honorarprofessor für Staatsrecht und Verwaltungsrecht.
Meinzolt war Mitglied der Synode der Evangelischen Kirche in Deutschland, Vorsitzender des Verbandes deutscher Studentenwerke sowie Mitglied des Stiftungsrates der Deutschen Forschungsgemeinschaft. Von 1947 bis 1959 war er Präsident der Landessynode der Evangelisch-Lutherischen Kirche in Bayern.

## Auszeichnungen
- Großes Bundesverdienstkreuz mit Stern durch Theodor Heuss (1955)
- Medaille Bene merenti der Bayerischen Akademie der Wissenschaften in Gold
- Bayerischer Verdienstorden durch Hanns Seidel (1959)